# Usoża (dopływ Swapy)
Usoża (ros. Усожа) – rzeka na południowym zachodzie europejskiej części Rosji w obwodzie kurskim, lewy i najważniejszy dopływ Swapy o długości 95 km i powierzchni dorzecza 1220 km².
Rzeka wypływa ze źródeł na Wyżynie Środkoworosyjskiej w rejonie fatieżskim (wieś (ros. деревня, trb. dieriewnia) Orlanka), a uchodzi do Swapy w centralnej części rejonu żeleznogorskiego (na północ od wsi (ros. село, trb. sieło) Żydiejewka).
Głównym dopływem Usoży jest jej lewy dopływ Ruda, a najważniejszą miejscowością, przez którą przepływa jest miasto Fatież (centrum administracyjne rejonu fatieżskiego i osiedla miejskiego w obwodzie kurskim).